# Alcanena
Alcanena es un municipio portugués perteneciente al distrito de Santarém, región Centro y comunidad intermunicipal de Medio Tejo, con cerca de 4300 habitantes. Pertenecía antiguamente a la provincia de Ribatejo y aún es considerada como una localidad ribatejana.

## Geografía
Es sede de un municipio con 127,33 km² de área y 14 600 habitantes (2001), subdividido en siete freguesias. Los municipios están limitados al norte por los municipios de Batalha y Ourém, al este por Torres Novas, al sur y oeste por Santarém y al noroeste por Porto de Mós. Los municipios fueron creados en el año 1914 por desanexación de freguesias de Santarém y Torres Novas.

## Demografía
| Gráfica de evolución demográfica de Alcanena entre 1864 y 2021 |
|                                                                |
| Datos según el nomenclátor publicado por el INE portugués.     |

## Freguesias
Las freguesias de Alcanena son las siguientes:
- Alcanena e Vila Moreira
- Bugalhos
- Malhou, Louriceira e Espinheiro
- Minde
- Moitas Venda
- Monsanto
- Serra de Santo António